# Кормилицын, Сергей Александрович
Сергей Александрович Кормилицын (более известен как Сергей Хоббит и VJ Hobbit) (род. 30 ноября 1983, Москва) — российский теле- и радиоведущий, блогер, музыкант, писатель. Получил известность в качестве ведущего телеканалов A-One и 2x2, а также радио Maximum.

## Биография
Родился 30 ноября 1983 года в Москве. Окончил музыкальную школу в посёлке Белоозерский по классу аккордеона. В 1999 году окончил среднюю школу № 1745 г. Москвы, затем — московский колледж государственной службы № 337 и Государственный университет управления.
Параллельно с учёбой работал диджеем в нескольких клубах Москвы и звукооператором на радио.

### Карьера на радио и телевидении
Телевидение
С 2006 по 2016 год работал на телеканале A-One, где был ведущим передач «NAH!» (2006—2008), «Стена» (2006—2008), «A-One News» (2007—2011), «Живага» (2007—2011), «Свежак» (2007—2010), «Звездочат» (2007—2008), «Сотка года» (2007—2009), «Halloween на A-One» (2009), «Парный прогон» (2009—2010), «Очень горячее кино» (2010—2011), «Очень горячие игры» (2010—2011), «Страх-Парад» (2010—2011), «ДрагМеталлический антиголубой новогодний огонёк» (2011), «Игровой Клан» (2011), «Virtual Selection» (2011—2016), «Learn To Fly» (2013—2016).
В 2006—2009 годах был одним из ведущих музыкальной премии RAMP.
В 2013—2014 годах был ведущим программы «Фокус Группа» на О2ТВ.
С 2015 году работает на телеканале 2x2, вёл утреннее шоу «Гипноутро» (2015), затем — «Новости анимации» (с 2017).
С 2015 по 2018 год также вёл авторское шоу «Автосвалка» на телеканале «Авто24».
Радио
В 2014—2016 годах вёл музыкально-развлекательное шоу «Double Trouble» на радио «Радио».
C 2017 года ведёт на Радио Maximum программу «Heavy Monday».
YouTube
В 2011—2014 годах был ведущим кулинарной программы «Время Жратвы» (адаптация шведской программы «Regular Ordinary Swedish Meal Time» и канадского шоу «Epic Meal Time»), выходившей на интернет-порталах и YouTube-каналах «Спасибо», Ева! и «Давай Лайма».
В 2011—2014 годах был ведущим шоу «Муз Щит» на YouTube-канале «Спасибо», Ева!
Также вёл интернет-шоу «Кубаноиды» (2012), «Время нарезки» (2012—2014), «Обед за минуту» (2013—2014), «XXX DINNER» (ранее «КуХХХня») (2013—2014), «Короли Караоке» (2013—2014).
В 2015 году создал канал Hobsplay, посвящённый играм и комиксам. В 2016 году канал получил Серебряную кнопку YouTube. На 2024 год канал насчитывает 460 тысяч подписчиков.
С 2011 года также ведёт личный канал Hobbland, у которого более 139 тысяч подписчиков.
Фэндом-фестивали
С 2018 года является постоянным ведущим фестивалей Comic-Con Russia и выставок «Игромир». Также был ведущим регионального фестиваля Comic Con Siberia 2018 в Красноярске и «Котмонавт 2018» в Самаре.
С 2021 года является постоянным ведущим фестиваля Bubble Comics Con.
В 2022 году был ведущим фестиваля MAXIFEST в Калининграде.
В 2023 году стал ведущим «Фандом Фест ВКонтакте».
С 2023 года ведёт колонку колумниста в журнале «Навигатор игрового мира».

### Книги
В мае 2024 года опубликовал книгу «Никто никогда не вернёт 2007. История Первого Альтернативного». Работа получила положительные отзывы критиков.

### Музыкальная карьера
В 2004 году стал одним из создателей, вокалистом и автором текстов альтернативной метал-группы «Invektiva», в которой поёт по нынешний день. Выпустил с коллективом 5 альбомов и несколько синглов. В 2007—2008 годах вместе с коллективом был дважды номинирован на премию «RAMP», а также выступал на её церемонии. В 2008 году группа записала песню «Сигнал 13», ставшую саундтреком к фильму «Нирвана».
В 2006 и 2009—2011 годах был вокалистом группы «Штрихкод», с которой в 2009 году выпустил 2 сингла и стал номинантом на премию «RAMP», а в 2011 году записал альбом «Штрихкод».
В 2008 году Сергей в качестве гостя выступил на презентации альбома Линды «Sкор-Пионы», исполнив с ней песню «Кровь».
В 2010 году создал фанк-панк-группу «The Hobbeats», с которой в 2012 году выпустил альбом «Музыка для хорошей вечеринки».

## Дискография

### С группой «Invektiva»

#### Альбомы
- 2007 — «Live.Hate.Love.Death»
- 2009 — «Zoдиаки»
- 2010 — «Враг в отражении»
- 2017 — «Помни»
- 2019 — «Пандора»

#### Мини-альбомы
- 2006 — «Obscura»
- 2008 — «Открой глаза»
- 2009 — «Отягощённые злом»
- 2010 — «Прирождённые убийцы»
- 2019 — «Реверс»
- 2020 — «По лабиринтам вен»

#### Синглы
- 2006 — «Кай p. 2»
- 2008 — «Z (Все мертвы)»
- 2008 — «Сигнал 13» (OST «Нирвана»)
- 2010 — «Нежнее ножа»
- 2010 — «Май (First love)»
- 2010 — «Мода на смерть»
- 2013 — «Переключатель»
- 2014 — «Кольца Сатурна»
- 2014 — «Кукла 2»
- 2018 — «Реверс»
- 2019 — «Цифра»
- 2021 — «Идеальный мир»
- 2024 — «Всё, что у меня есть»
- 2024 — «Механизм»

### С группой «Штрихкод»

#### Альбомы
- 2011 — «Штрихкод»

#### Синглы
- 2009 — «Твои глаза»
- 2009 — «Небо под землёй»

### С группой «The Hobbeats»

#### Альбомы
- 2012 — «Музыка для хорошей вечеринки»

#### Мини-альбомы
- 2011 — «Острый соус для твоего бурито»

### Гостевое участие
- 2010 — LikVor «Время грехов» — песня «Со мной гори»
- 2010 — Vакцина «Стереологи — Смена поколений» — песня «Нигилист»[28]

## Фильмография
| Год       |    | Название                      | Роль                     |
| --------- | -- | ----------------------------- | ------------------------ |
| 2012      | с  | Краткий курс счастливой жизни | ведущий шоу мадам Зорины |
| 2012      | с  | Полицейские будни             | клубный тусовщик         |
| 2019      | мф | Лего. Фильм 2                 | Лекс Лютор (озвучивание) |
| 2021—2023 | мс | Крутиксы                      | Гипнотиран (озвучивание) |